# Laihistenneva-Härkäneva-Vahvasenjoki
Laihistenneva-Härkäneva-Vahvasenjoki este o arie protejată (arie specială de conservare — SAC, sit de importanță comunitară — SCI) din Finlanda întinsă pe o suprafață de 493 ha, integral pe uscat.

## Localizare
Centrul sitului Laihistenneva-Härkäneva-Vahvasenjoki este situat la coordonatele 62°47′54″N 24°27′50″E / 62.7983°N 24.4639°E.

## Înființare
Situl Laihistenneva-Härkäneva-Vahvasenjoki a fost declarat sit de importanță comunitară în august 1998 pentru a proteja 1 specie de animale. Situl a fost protejat și ca arie specială de conservare în aprilie 2015.

## Biodiversitate
Situată în ecoregiunea boreală, aria protejată conține 7 habitate naturale: Lacuri și iazuri distrofice naturale, Râuri naturale fino-scandinave, Turbării active, Mlaștini turboase de tranziție și turbării mișcătoare, Turbării Aapa, Mlaștini împădurite, Păduri aluvionare cu Alnus glutinosa și Fraxinus excelsior (Alno-Padion, Alnion incanae, Salicion albae).
La baza desemnării sitului se află o specie protejată de  mamifere: vidră de râu (Lutra lutra).
Pe lângă speciile protejate, pe teritoriul sitului au mai fost identificate 6 specii de plante, 1 specie de păsări, 1 specie de mamifere.